# Motocròs Qué grande es ser joven
El Motocròs "¡Qué grande es ser joven!" ('Que gran que és ser jove!'), conegut també com a Motocròs "Qué grande ser joven", fou una competició de motocròs patrocinada per El Corte Inglés que es disputà anualment a diverses ciutats de l'estat espanyol durant la dècada de 1970. L'esdeveniment devia el seu nom a un lema publicitari molt difós en aquella època per El Corte Inglés i feia referència a tot allò relacionat amb el jovent (es tractava d'atraure clients d'aquesta franja d'edat als establiments d'aquest grup empresarial, tot promocionant la planta dedicada als joves amb aquest eslògan). Per aquest motiu, la prova constava de diverses curses reservades a pilots novells (categories juvenil i júnior), a banda de la principal per a pilots experts (categoria sènior o súper).

## Història
En una època en què el motocròs gaudia de molt de seguiment, especialment entre el jovent, El Corte Inglés començà a patrocinar aquesta cursa com a estratègia publicitària a totes les ciutats on l'empresa hi tenia un establiment (a l'època, força menys que actualment). S'han pogut documentar edicions de la prova a Madrid i Sevilla des de 1973, a Barcelona i Bilbao des de 1974, a Múrcia i València des de 1975, a Vigo des de 1977 i a Las Palmas de Gran Canaria el 1978. De totes aquestes, la que va obtenir més ressò fou l'organitzada per la sucursal de Barcelona, que es disputà entre 1974 i 1978 al Circuit Ciutat Diagonal d'Esplugues de Llobregat (es donava el cas que aquest circuit estava ben a prop del centre que té la cadena a l'Avinguda Diagonal de Barcelona). Fou en aquest emplaçament on el Motocròs ¡Qué grande es ser joven!, organitzat pel Moto Club Esplugues, es consolidà i es mantingué amb gran èxit (amb inscripcions que superaven els 100 participants), gràcies a dos factors: d'una banda hi corrien els millors especialistes de l'estat, gairebé tots catalans, i de l'altra Catalunya era una de les zones de la península Ibèrica amb més afecció per aquest esport.

## Llista de guanyadors
Aquesta llista recull només les edicions del Motocròs "¡Qué grande es ser joven!" celebrades a Catalunya, totes elles al Circuit Ciutat Diagonal d'Esplugues de Llobregat.
| Edició | Any  | Data       | Guanyador    | Motocicleta | Ref.  |
| ------ | ---- | ---------- | ------------ | ----------- | ----- |
| I      | 1974 | 16 de juny | Toni Elías   | Bultaco     | [ 3 ] |
| II     | 1975 | 1 de juny  | Ignasi Bultó | Bultaco     | [ 4 ] |
| III    | 1976 | 30 de maig | Toni Elías   | Bultaco     | [ 5 ] |
| IV     | 1977 | 9 de juny  | Toni Elías   | Bultaco     | [ 6 ] |
| V      | 1978 | 21 de maig | Albert Ribó  | Montesa     | [ 7 ] |